# Hermann Knopf

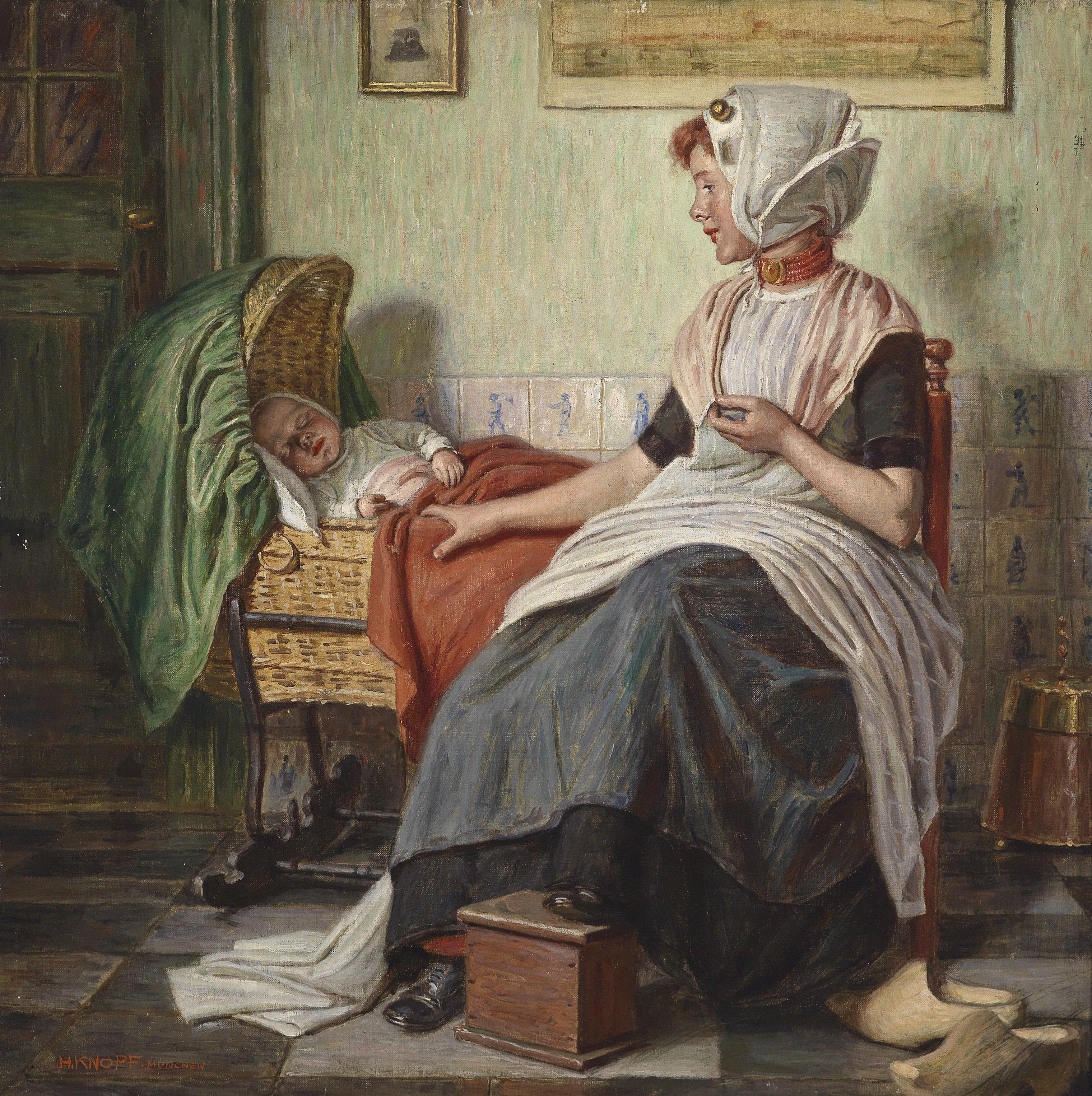
Gut bewachter Schlaf

Hermann Knopf (* 7. November 1870 in Wien; † 13. Mai 1928 in München) war ein österreichischer Genremaler.

## Leben
Hermann Knopf studierte an der Akademie der bildenden Künste Wien bei Julius Victor Berger (1850–1902) und an der Akademie der Bildenden Künste München bei Alexander von Liezen-Mayer (1839–1898). Danach kam er nach Paris, wo er 1896 bis 1897 an der École nationale supérieure des beaux-arts de Paris bei Fernand Cormon (1845–1924) studierte. Nach dem Studium siedelte er nach München.
Knopf wurde zum Vorstandsmitglied des Münchner Künstlervereins gewählt.
In den 1890er Jahren stellte er seine Werke im Münchener Glaspalast aus. Er malte hauptsächlich Genrebilder aus dem bürgerlichen und bäuerlichen holländischen Milieu im Stile der niederländischen Genremalerei.

## Bibliographie
- Emmanuel Bénézit, « Knopf (Hermann) », Dictionnaire critique et documentaire des peintres, sculpteurs, dessinateurs & graveurs de tous les temps et de tous les pays, t. 2, Paris, Gründ, 1924, S. 793,